# Cerochlamys
Cerochlamys is een geslacht uit de ijskruidfamilie (Aizoaceae). De soorten komen voor in het zuiden van de Kaapprovincie in Zuid-Afrika.

## Soorten
- Cerochlamys gemina (L.Bolus) H.E.K.Hartmann
- Cerochlamys pachyphylla (L.Bolus) L.Bolus
- Cerochlamys trigona N.E.Br.

... · 
Antimima · 
Argyroderma · 
Carpobrotus · 
Disphyma · 
Dorotheanthus · 
Gibbaeum · 
Lapidaria · 
Lithops · 
Mesembryanthemum · 
Sceletium · 
Tetragonia · 
...